# 矢野憲一
矢野 憲一（やの けんいち、1938年4月10日 - ）は、日本の神職、民俗学者、鮫研究家。矢野高陽は子息。
「サメ博士」のあだ名がある。

## 来歴
現在の三重県伊勢市に生まれる（矢野の生誕当時は「伊勢市」は存在しない）。國學院大學文学部国史学科を卒業し、1962年から神宮に奉職する。神宮禰宜、神宮司庁広報課長、奉賽部長、文化部長、総務部副部長、神宮徴古館農業館館長を歴任した。2002年に退職して、特定非営利活動法人の五十鈴塾塾長となる。
1977年に『ぼくは小さなサメ博士』で毎日児童小説賞を、1979年に日本旅行記賞を受賞。1980年に『鮫の世界』『ぼくは小さなサメ博士』『鮫 ものと人間の文化史』で樋口清之博士記念賞を受賞。同1980年『ぼくは小さなサメ博士』で児童福祉文化賞奨励賞を受賞した。

## 著書

### 単著
- 『鮫の世界』新潮社、1976年
- 『ぼくは小さなサメ博士』（平沢茂太郎・絵）講談社、1978年　のち青い鳥文庫
- 『鮫 ものと人間の文化史』法政大学出版局、1979年
- 『魚の民俗』雄山閣出版〈日本の民俗学シリーズ〉、1981年
- 『魚の文化史』講談社、1983年　のち講談社学術文庫
- 『枕の文化史』講談社、1985年
- 『鮑 ものと人間の文化史』法政大学出版局、1989年
- 『伊勢神宮 日本人のこころのふるさとを訪ねて』（篠原竜・写真）講談社〈講談社カルチャーブックス〉、1991年
- 『伊勢神宮の衣食住』東京書籍〈東書選書〉、1992年　のち角川文庫
- 『サメはほんとうにこわいのか』（平沢茂太郎・絵）講談社〈青い鳥文庫〉、1992年
- 『徳利びっくり読本』力也、1995年
- 『枕 ものと人間の文化史』法政大学出版局、1996年
- 『杖 ものと人間の文化史』法政大学出版局、1998年
- 『大小暦を読み解く 江戸の機知とユーモア』大修館書店〈あじあブックス〉、2000年
- 『亀 ものと人間の文化史』法政大学出版局、2005年
- 『伊勢神宮 知られざる杜のうち』角川選書、2006年

### 共著
- 『聖地への旅-伊勢神宮』（土田ヒロミとの共著）佼成出版社〈フォト・マンダラ〉、1988年
- 『お伊勢まいり』（宮本常一・山田孝雄と共著）新潮社〈とんぼの本〉、1993年
- 『聖域伊勢神宮』（西川孟・田中清司撮影、内藤昌と共著）ぎょうせい、1994年
- 『伊勢の神宮 神の住む杜 心のふるさと12か月』（中野晴生撮影・作品解説 総合解説）同朋舎メディアプラン〈国宝倶楽部コレクション〉、2006年
- 『楠 ものと人間の文化史』（矢野高陽との共著）法政大学出版局、2010年
- 『伊勢神宮めぐり歩き 一二五社をたずねる悠久の旅』（中野晴生・写真）ポプラ社、2012年
- 『三重県謎解き散歩』（五十鈴塾と共編）新人物文庫、2012年

## 論文
- Cinii